# Дом Бока
Дом Бока (также Дом Бокка, Старая ратуша, фин. Bockin talo) — старейшее здание в квартале Лев на Сенатской площади в Хельсинки, расположено по адресу Алексантеринкату д. 20. Построено в 1763 году купцом Густавом Йоханом Боком. Во время правления Российской империи на протяжении нескольких лет являлось официальной резиденцией финляндского генерал-губернатора, во время посещения Хельсинки в нём останавливались Императоры всероссийские и Великие князья Финляндские Александр I и Николай I. В настоящее время на цокольном этаже располагаются магазины, другие помещения относятся к муниципалитету города, в некоторых проводятся заседания политических групп, а в целом используются как представительские помещения.
С восточной стороны дома проходит улица Катаринанкату.

## История
Во второй половине 1700-х годов на улице Алексантеринкату (первоначальное название Суурикату (фин. Suurikatu, швед. Storgatan), что означает «Большая улица») вдоль красной линии построены каменные дома обеспеченных граждан. В 1763 году завершено строительство дома Бока, который построен купцом и судьёй Густавом Йоханом Боком (1710–1788), одним из богатейших и наиболее сильных представителей торговой буржуазии. Первоначально дом был двухэтажным с мансардным этажом и напоминал по внешнему виду находящийся рядом дом Седерхольма. Его первый этаж служил магазином Бока, а на верхнем этаже располагались жилые помещения.
После смерти Бока дом сменил несколько владельцев, пока не оказался в 1801 году во владении шведской короны. Русские войска вошли в Хельсинки в 1808 году, в доме разместились российские офицеры. Назначенный для реконструкции города архитектор Карл Людвиг Энгель прибыл в город в 1816 году, и его первой задачей было изменить облик дома Бока, который стал официальной резиденцией финляндского генерал-губернатора. В 1816 – 1819 годах дом расширен и перестроен, надстроен до трёх этажей, а внешний облик изменён в стиле ампир. Фасад, выходивший на Сенатскую площадь, украсили ионические колонны под фронтоном и балкон. Энгель также спроектировал жилые помещения в доме.
Дом Бока служил резиденцией генерал-губернатора только два десятилетия, до окончания строительства новой официальной резиденции в 1838 году. После этого городские власти приобрели его для размещения ратуши, в это время в доме Бока находились городской суд и актовый зал, а в восточном флигеле со стороны улицы Катариинанкату полицейский пост, сыскное бюро и городская тюрьма. В 1875 году в парадном зале дома Бока состоялось Заседание Первого совета городских уполномоченных Хельсинки под руководством Леопольда Мехелина. После капитального ремонта и реконструкции квартала в 1985—1988 годах дом Бока, перенёсший много изменений и использовавшийся различными ведомствами, вернул первоначальные планировку и цветовые решения, которые ранее предусматривались планом строительства времён К. Г. Энгеля.